# Любомілова Єлизавета Олександрівна
Єлизавета Олександрівна Любомілова (1 травня 1910, Харків — 2001, Харків) — українська архітекторка.

## Життєпис і кар'єра

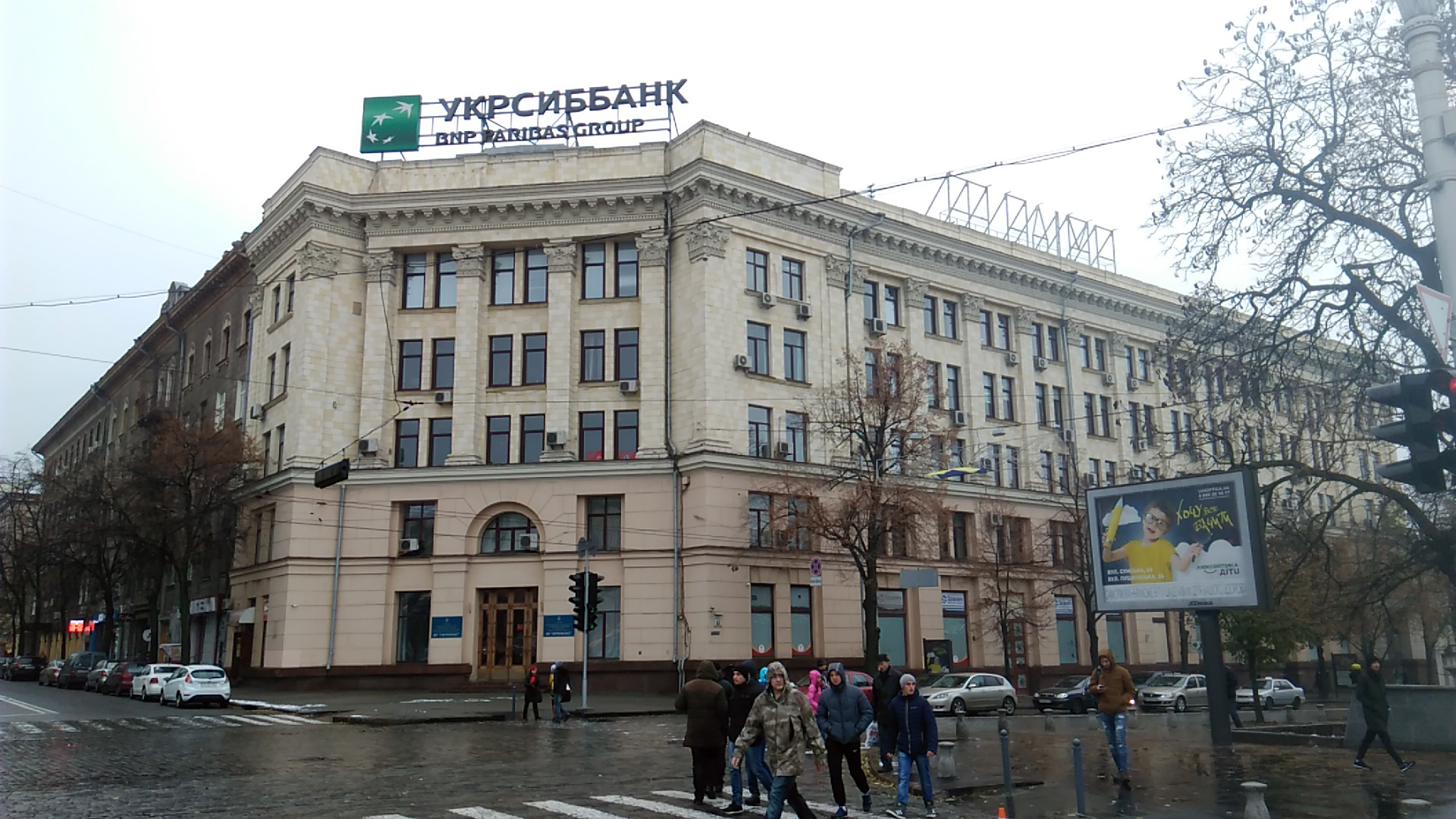
«Діпрококс» (1954)

Поховання Любомилової Є.О. на 9 кладовищі м. Харкова. Сучасний вигляд. Світлина DKMmed.

Єлизавета Любомілова закінчила архітектурний факультет Харківського художнього інституту у 1930 році. В різні роки працювала в інститутах «Діпросталь», «Містобудпроєкт», «Військпроєкт», «Харківпроєкт» та в управлінні міського архітектора Харкова. Є авторкою і співавторкою проєктів житлових будинків, адміністративних будівель, об'єктів соціально-культурного і побутового призначення. Була членкинею Спілки архітекторів України з 1936 року.
Похована на 9 кладовищі м. Харкова.

## Родина
Молодша рідна сестра Єлизавети Любомілової, Ніна Петрова (до шлюбу Любомілова) (1924-2019) також архітекторка, викладачка, білу одружена з українським архітектором Сергієм Петровим. Її син, Сергій Володимирович Бойко, улюблений племінник Єлизавети Любомілової, якому вона приділяла багато часу та уваги, став Заслуженим вчителем України, засновником авторської школи з вивчення англійської мови в Харкові. 
Інші члени родини Любомілових теж поховані на Олексіївському кладовищі № 9 м. Харкова.

## Вибрані проєкти
- Державний інститут проєктування підприємств коксохімічної промисловості «Діпрококс» на вул. Сумській, 60, Харків (1954)[2]
- Житловий будинок на пр. Московському, 5 [Архівовано 26 серпня 2017 у Wayback Machine.], Харків (1954)[3]
- Будинок проєктів і книжковий магазин «Кобзар» на пр. Леніна, 36, 38 [Архівовано 17 травня 2017 у Wayback Machine.], 40 [Архівовано 23 серпня 2018 у Wayback Machine.], Харків (проєкт повторного застосування, прив'язку виконали арх. Соколовський Г. М., Любомілова Є. О., Сіробаба В. Д.)[4]
- Реконструкція будівлі колишнього Волзько-Камського банку (архітектор  Бекетов О. М, 1907) [5], нині приміщення Театру ляльок ім. Н. К. Крупської,  майдан Конституції, 24, Харків (арх. Клейн Б. Г., Любомілова Є. О., 1968)[3]
- Реконструкція Палацу культури ХЕМЗ, Харків
- Інтер'єри Палацу одруження, Харків
- Облаштування санаторію «Бермінводи»